# Wiek Wszechświata
Wiek Wszechświata – w standardowym modelu kosmologicznym (jednorodnym i izotropowym) – czas, który upłynął od Wielkiego Wybuchu (czyli czas kosmiczny w chwili obecnej). Jest równy odwrotności stałej Hubble'a.  
Według współczesnych ustaleń wiek Wszechświata wynosi około 13,82 mld lat (dane z misji Planck z 2013). Istnieją jednak szacunki podające dokładniejszą liczbę 13,799 ± 0,021 mld lat.

## Modele historyczne
W XVIII wieku uważano, że wiek Ziemi może być szacowany w milionach lat, ale do początków XX wieku panowała teoria stanu stacjonarnego, według której Wszechświat był wieczny i istniał od zawsze. Ze zmianami teoria ta była powszechnie uznawana jeszcze do lat 50. XX wieku, kiedy została zastąpiona teorią Wielkiego Wybuchu. Pierwsze wskazówki na to, że wiek Wszechświata jest skończony, pochodzą z obserwacji Edwina Hubble’a z 1929. Pierwszą osobą, która stosunkowo dokładnie oszacowała wiek Wszechświata, był w 1958 roku Allan Sandage, który jednak sam nie wierzył w swoje wyliczenia, niezgodne z ówczesnymi teoriami określającymi wiek najstarszych gwiazd na 25 miliardów lat. Od lat 70. XX wieku powszechnie uznawano, że wiek Wszechświata wynosi kilkanaście miliardów lat, choć w latach 90. w astrofizyce na krótko powstał problem znany jako age crisis („kryzys z wiekiem”). Według ówczesnego modelu, Wszechświat miał około dziesięciu miliardów lat, a najstarsze znane obiekty astronomiczne miały 13–18 mld lat.
Misja satelity naukowego WMAP, która rozpoczęła się w 2001 roku, wyznaczyła wiek Wszechświata na 13,75 ± 0,11 · 109 lat. Badania WMAP kontynuowane były przez satelitę Planck, której pomiary pozwoliły w 2013 roku ustalić wiek Kosmosu na obecnie obowiązującą wartość 13,82 mld lat.
Obecnie przyjmowany wiek Wszechświata zgadza się z wiedzą na temat wieku najstarszych znanych gwiazd. Wiek najstarszej znanej gwiazdy, WASP-29, szacowany jest na 15 ± 8 mld lat.